# Sidney Sonnino
 Der er for få eller ingen kildehenvisninger i denne artikel, hvilket er et problem. Du kan hjælpe ved at angive troværdige kilder til de påstande, som fremføres i artiklen.

Sidney Sonnino (født 11. marts 1847 i Pisa, død 24. november 1922) var en italiensk baron og statsmand.
Sonnino var søn af en rig italiensk jøde og en engelsk protestantisk dame. Han blev opdraget som protestant og studerede i sin fødeby. Han var i nogle år ansat som attaché ved flere hoffer, men kastede sig over statsvidenskabelige studier, hvori han gav en fremstilling af bøndernes og arbejdernes ringe levevilkår.
I 1880 blev han valgt til deputeretkammeret, hvor han sluttede sig til centrum venstre. Han var fra 1887 til 1889 understatssekretær for skatkammeret under Crispi. Han opgav den første post, men forblev i den sidste indtil marts 1896 og fik stor andekendelse for at bringe orden i statens økonomi.
Fra 1. februar 1906 til 1. marts 1910 var han finansminister, men i for kort tid til at kunne udøve nogen væsentlig indflydelse. I november 1914 blev han udenrigsminister og kom til at besidde denne post under Italiens deltagelse i 1. Verdenskrig. Han vandt herefter ry som den bedste italienske udenrigsminister efter Cavour.
Han repræsenterede Italien på Fredskonferencen, der ikke skaffede det italienske folk resultater, og en misfornøjet befolkning vendte sig mod ham. Han gik af i juni 1919 og gik fra deputeretkammeret til senatet.